# Round Hill (Virginia)
Round Hill es un pueblo situado en el condado de Loudoun, Virginia  (Estados Unidos). Según el censo de 2010 tenía una población de 539 habitantes.

## Demografía
Según el censo del 2000, Purcellville tenía 500 habitantes, 173 viviendas, y 179 familias. La densidad de población era de 919,3 habitantes por km².
De las 173 viviendas en un 42,2%  vivían niños de menos de 18 años, en un 65,3%  vivían parejas casadas, en un 12,1% mujeres solteras, y en un 19,1% no eran unidades familiares. En el 15,6% de las viviendas  vivían personas solas el 4,6% de las cuales correspondía a personas de 65 años o más que vivían solas. El número medio de personas viviendo en cada vivienda era de 2,89 y el número medio de personas que vivían en cada familia era de 3,22.
Por edades la población se repartía de la siguiente manera: un 31,4% tenía menos de 18 años, un 4,8% entre 18 y 24, un 33,0% entre 25 y 44, un 23,0% de 45 a 60 y un 7,8% 65 años o más.
La edad media era de 36 años.  Por cada 100 mujeres de 18 o más años había 100,8 hombres.
La renta media por vivienda era de 58.929$ y la renta media por familia de 62.361$. Los hombres tenían una renta media de 41.375$ mientras que las mujeres 33.304$. La renta per cápita de la población era de 24.925$. En torno al 4,2% de las familias y el 5,4% de la población estaban por debajo del umbral de pobreza.

## Localidades adyacentes
El siguiente diagrama muestra a las localidades más próximas a Round Hill.